# Тетраферифлогопіти
Тетраферифлогопіти (рос. тетраферрифлогопиты, англ. tetraferriphlogopites, нім. Tetra-Ferri-Phlogopite m pl) – мінерали, флогопіти із зворотною схемою абсорбції, які містять тривалентне залізо в четверній координації. 
Знайдені на Кольському півострові в лужно-ультраосновних породах і в карбонатитах Сибіру.
Назва дана мінералам у 1964 р. (О.М.Римська-Корсакова, Є.П.Соколова).